# Serrat de la Roquera
El Serrat de la Roquera és una muntanya de 900 metres que es troba al municipi d'Arbúcies, a la comarca de la Selva.